# 弗農森特 (紐約州)
弗農森特（英語：Vernon Center）是位於美國紐約州奧奈達縣的非建制地區。

## 歷史
弗農森特的郵局於1823年設立，其後於1893年停運。

## 地理
弗農森特所處的海拔為高於海平面244米（即801英呎），而該地所採用的時區為UTC-5，即北美东部时区（EST）。同時該地設有夏令時間，為UTC-5調快一小時，即UTC-4（EDT）。